# Katara
Katara er en figur i serien Avatar, The Last Airbender. Katara er 14 år og fra Sydpolen. Hun er en vandbetvinger (waterbender) som den eneste på Sydpolen. Hun er meget moderlig og er særligt streng overfor sin storebror Sokka. Katara er meget positiv og er med fra første afsnit af serien.

## Personlighed
Moden og kærlig. Katara har taget moderrollen til sig og opfører sig tit derefter. I første episode lader Katara Aang vide at hendes største drøm er at blive en rigtig vandbetvinger. I nogle episoder, som fx Imprisoned sætter Katara sine tanker på at overbevise folk til at gøre hvad hun finder rigtigt.
Katara er også blevet beskrevet som jaloux, kontrollerende og bossy. Hun har også nogle hidsigheds  problemer som ses i første episode hvor hun vandbetvinger et isbjerg uden egentlig at være klar over det.
På dansk spilles Katara af Tara Toya

## Plot
Katara voksede op som den modne i sin stamme. Hendes mor døde i et ildnations angreb, da hun var 8 år gammel. Selvom hendes interesse ligge i vandbetvingning har Katara sat sig ind på at lave mad og pligter. Som 12-årig rejste hendes far Hakoda, sammen med de andre stammemænd, ud for at hjælpe Jordriget. Det lod hende stå tilbage med hendes bror, Sokka og hendes bedstemor Kanna.
Eventyret med Avatar, The Last Airbender begynder to år efter at Kataras far er rejst. Hun og Sokka finder Aang inde i et isbjerg. Katara befrier ham og regner ud at han er Avataren. Med ønske om at lære vandbetvingning rejser Katara og Sokka med Aang til Nordpolen for at finde en Vandbetvingningslære. Da de ankommer til Nordpolen, nægter mester Pakku at oplære Katara. Men efter at hun har bevist sit værd i kamp gør han hende en undtagelse. Katara lærer hurtigt at vandbetvinge og hendes evner gør at Pakku finder hende værdig til at oplære Aang i stedet for ham. 
I anden sæson får Katara helligt vand fra Nordpolen som efter sigende har mystiske kræfter. Hun rejser med til Jordriget hvor genreal Fong sætter hendes liv i fare for at få Aang ind i Avatar stadiet. Mens de er i Ba Sing Se bliver Aang dødeligt såret og Katara bruger sit hellige vand på at redde hans liv.
I tredje sæson forklæder Katara sig som The Painted Lady for at redde en landsby der er forurenet af et Ildnations våbenværk. Mens gruppen er hos en gammel dame i et andet afsnit, finder Katara ud af at damen oprindeligt kommer fra Kataras egen stamme på Sydpolen. Damen (Hama) blev bortført af Ildnationen og smidt i fængsel. Hama vil lære Katara vandteknikker men afslører så at hun også er en blodbetvinger (Bloodbender). Hun angriber Aang og Sokka og tvinger Katara til at blodbetvinge for at kunne redde dem. Selvom Katara ikke ønsker at lære teknikken mestrer hun den utroligt hurtigt, hvilket afslører at Katara har store ting i vente, da det tog Hama mange år at lære teknikken.
1. ↑  Navnet er anført på catalansk og stammer fra Wikidata hvor navnet endnu ikke findes på dansk.
2. ↑  Navnet er anført på engelsk og stammer fra Wikidata hvor navnet endnu ikke findes på dansk.
3. ↑  Navnet er anført på engelsk og stammer fra Wikidata hvor navnet endnu ikke findes på dansk.